# Herpetogramma
Herpetogramma és un gènere d'arnes de la família Crambidae descrit per Julius Lederer el 1863.

## Taxonomia
- Herpetogramma abdominalis (Zeller, 1872)
- Herpetogramma acyptera (Hampson, 1899)
- Herpetogramma aeglealis (Walker, 1859)
- Herpetogramma agavealis (Walker, 1859)
- Herpetogramma albicilia (Hampson, 1913)
- Herpetogramma albipennis Inoue, 2000
- Herpetogramma albivitta (Hampson, 1913)
- Herpetogramma amselalis Munroe, 1995
- Herpetogramma antillalis (Schaus, 1920)
- Herpetogramma atrirenalis (Hampson, 1912)
- Herpetogramma atropunctalis (Mabille, 1900)
- Herpetogramma barbipalpalis (Hampson, 1918)
- Herpetogramma basalis (Walker, 1866)
- Herpetogramma bermudalis (Dyar, 1915)
- Herpetogramma bipunctalis (Fabricius, 1794)
- Herpetogramma brunnealis (Hampson, 1913)
- Herpetogramma centrostrigalis (Stephens, 1934)
- Herpetogramma cervinicosta (Hampson, 1918)
- Herpetogramma circumflexalis Guenée, 1854
- Herpetogramma cleoropa (Meyrick, 1934)
- Herpetogramma continualis J. C. Shaffer & Munroe, 2007
- Herpetogramma coptobasalis (Hampson, 1899)
- Herpetogramma cora (Dyar, 1914)
- Herpetogramma couteneyi Guillermet, 2008
- Herpetogramma cynaralis (Walker, 1859)
- Herpetogramma debressyi Guillermet, 2008
- Herpetogramma decora (Dyar, 1914)
- Herpetogramma desmioides (Hampson, 1899)
- Herpetogramma dilatatipes (Walker, 1866)
- Herpetogramma elongalis (Warren, 1892)
- Herpetogramma emphatica (Dyar, 1926)
- Herpetogramma exculta (T. P. Lucas, 1892)
- Herpetogramma fascinalis (Amsel, 1950)
- Herpetogramma fimbrialis (Dognin, 1904)
- Herpetogramma fluctuosalis (Lederer, 1863)
- Herpetogramma fuscescens (Warren, 1892)
- Herpetogramma gnamptoceralis (Hampson, 1917)
- Herpetogramma grisealis (Snellen, 1875)
- Herpetogramma griseolineata (Mabille, 1900)
- Herpetogramma hipponalis (Walker, 1859)
- Herpetogramma hirsuta (Dognin, 1903)
- Herpetogramma holochrysis (Hampson, 1913)
- Herpetogramma holophaea (Hampson, 1899)
- Herpetogramma hoozana (Strand, 1918)
- Herpetogramma infuscalis (Guenée, 1854)
- Herpetogramma innotalis (Hampson, 1899)
- Herpetogramma juba J. C. Shaffer & Munroe, 2007
- Herpetogramma junctalis (Dyar, 1910)
- Herpetogramma latifuscalis (Hampson, 1899)
- Herpetogramma licarsisalis (Walker, 1859)
- Herpetogramma luctuosalis (Guenée, 1854)
- Herpetogramma lulalis (Strand, 1918)
- Herpetogramma magna (Butler, 1879)
- Herpetogramma mahensis (T. B. Fletcher, 1910)
- Herpetogramma maledicta (Warren, 1892)
- Herpetogramma mellealis (Swinhoe, 1890)
- Herpetogramma mimeticalis (E. Hering, 1901)
- Herpetogramma minoralis (Warren, 1892)
- Herpetogramma moderatalis (Christoph, 1881)
- Herpetogramma mutualis (Zeller, 1852)
- Herpetogramma nigricornalis Swinhoe, 1894
- Herpetogramma nigripalpis (Hampson, 1913)
- Herpetogramma obscurior Munroe, 1963
- Herpetogramma ochrimaculalis (South in Leech & South, 1901)
- Herpetogramma okamotoi Yamanaka, 1976
- Herpetogramma olivescens (Warren, 1892)
- Herpetogramma omphalobasis (Hampson, 1899)
- Herpetogramma ottonalis (Semper, 1899)
- Herpetogramma pachycera (Hampson, 1899)
- Herpetogramma pacificalis (Hampson, 1912)
- Herpetogramma pallidalis (Hampson, 1913)
- Herpetogramma pertextalis (Lederer, 1863)
- Herpetogramma phaeopteralis (Guenée, 1854)
- Herpetogramma phthorosticta (Meyrick, 1929)
- Herpetogramma piasusalis (Walker, 1859)
- Herpetogramma platycapna (Meyrick, 1897)
- Herpetogramma pseudomagna Yamanaka, 1976
- Herpetogramma retrorsalis (Hampson, 1918)
- Herpetogramma rudis (Warren, 1892)
- Herpetogramma salbialis (Hampson, 1899)
- Herpetogramma schausi Munroe, 1995
- Herpetogramma semilaniata (Hampson, 1895)
- Herpetogramma servalis Lederer, 1863
- Herpetogramma sphingealis Handfield and Handfield, 2011
- Herpetogramma straminea (Hampson, 1913)
- Herpetogramma straminealis (Dognin, 1905)
- Herpetogramma stramineata (Hampson, 1912)
- Herpetogramma stultalis (Walker, 1859)
- Herpetogramma subalbescens (Swinhoe, 1894)
- Herpetogramma submarginalis (Swinhoe, 1901)
- Herpetogramma subnitens (Schaus, 1920)
- Herpetogramma tenella (Hampson, 1897)
- Herpetogramma theseusalis (Walker, 1859)
- Herpetogramma thestealis (Walker, 1859)
- Herpetogramma tominagai Yamanaka, 2003
- Herpetogramma vacheri Guillermet, 2008
- Herpetogramma verminalis (Guenée, 1854)
- Herpetogramma yaeyamense Yamanaka, 2003
- Herpetogramma zophosticta (Turner, 1915)